# 小槳鰭麗魚
小槳鰭麗魚，為輻鰭魚綱鱸形目隆頭魚亞目慈鯛科的其中一種，分布於非洲馬拉威湖流域，體長可達9.6公分，棲息在沙石底質水域，雄魚具有領域性，生活習性不明。